# Akraberg

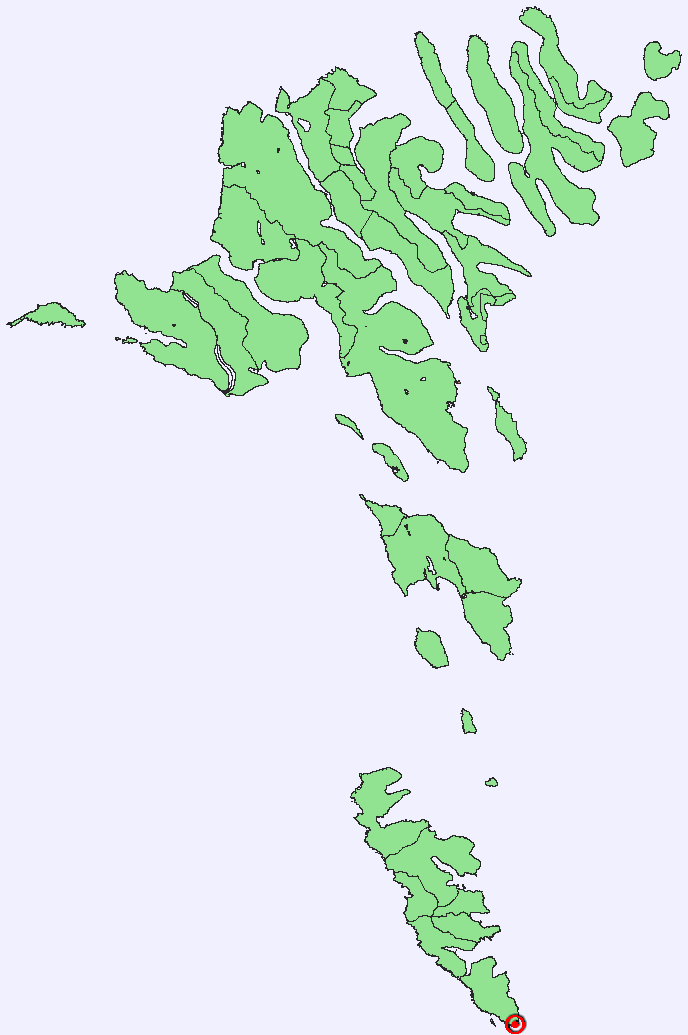
Position auf der Färöerkarte

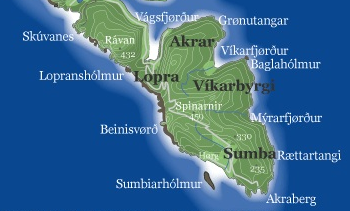
Ausschnitt von der topographischen Karte von Suðuroy

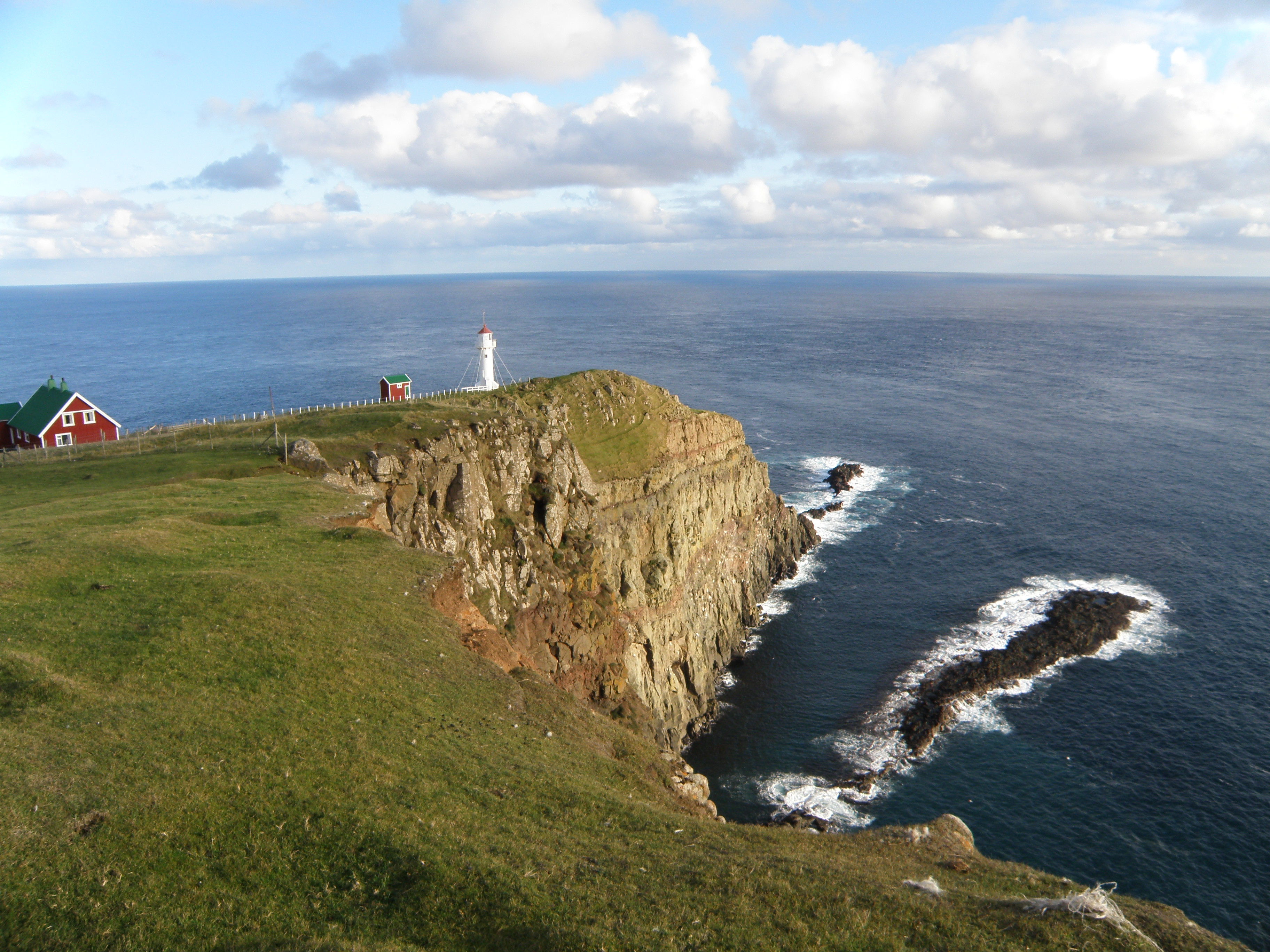
Akraberg mit Leuchtturm

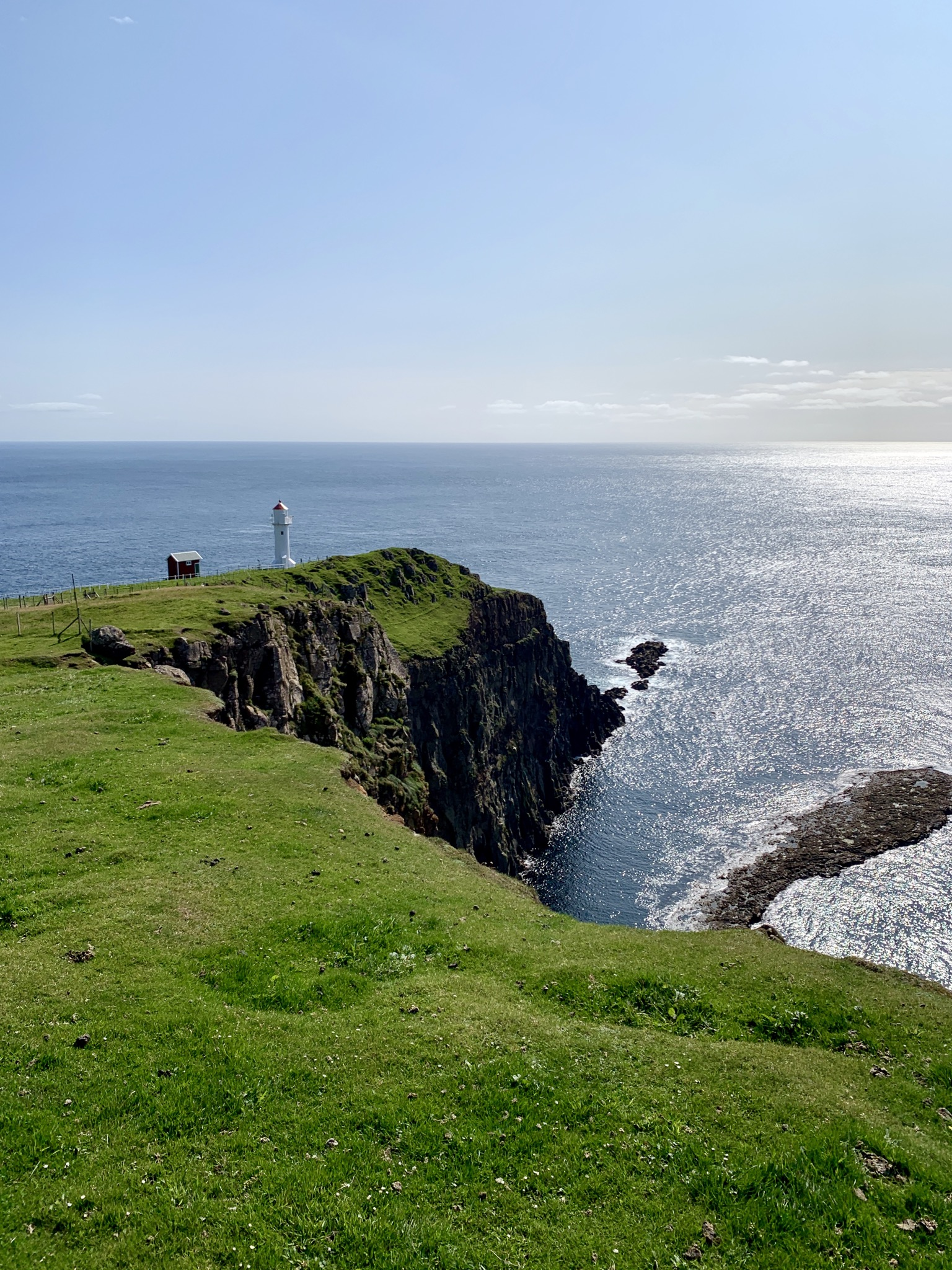
Blick auf Akraberg und den Leuchtturm, August 2019

Akraberg (fär. für „Äckerkliff“) ist der südlichste Punkt Suðuroys auf den Färöern. Hier steht einer der färöischen Leuchttürme. 
Früher siedelten hier irische Mönche und später Friesen. Zuletzt war Akraberg von einem Leuchtturmwärter mit Familie bewohnt, heute ist der Ort verlassen.
Akraberg ist gleichzeitig der südlichste Punkt der Färöer (abgesehen von der vorgelagerten Schärengruppe Sumbiarsteinur). Von hier aus sind es ca. 300 km (162 Seemeilen) zum nächsten Land, den Shetlandinseln. Die anderen Extrempunkte der Färöer sind Mykineshólmur, Mykines (West), Enniberg, Viðoy (Nord) und Stapin, Fugloy (Ost). 
Akraberg ist wegen seiner exponierten Lage ein beliebtes Ausflugsziel. Es besteht eine Straßenverbindung.

## Der Leuchtturm
Der Leuchtturm von Akraberg wurde 1909 auf einer 80 m hohen Klippe erbaut. Gleichzeitig wurden ein Leuchtfeuerwärter und das dazugehörige Personal eingestellt. Da der Abstand zum nächstgelegenen Dorf, Sumba, relativ groß war, mussten in Akraberg auch Wohnhäuser für das Personal gebaut werden. Seit der Automatisierung des Leuchtfeuers wohnt niemand mehr in Akraberg.
Der 14 m hohe Turm ist zusätzlich mit Drahtseilen gesichert. Das Leuchtfeuer hat eine Feuerhöhe von 94 m und ist aufgrund der mittsommerlichen Tageslängen vom 21. Mai bis zum 19. Juli nicht in Betrieb. Bei verminderter Sicht sendet die Station jede Minute ein 5 Sekunden langes Nebelsignal.

## Alte Siedlungsgeschichte
Man hat auf der Ostseite von Akraberg Reste von hochliegenden Äckern gefunden, die von irischen Mönchen (Einsiedlern) stammen, die um 625 über die Shetlandinseln in ihren Fellbooten kamen und sich vor allem auf Suðuroy ansiedelten. 
Der Chronist Adam von Bremen berichtet, dass Friesen, die nach Island unterwegs waren, um 1040 an einer Küste mit starker Strömung strandeten und sich dort niederließen. Der Bericht kann die historische Wahrheit über die Friesen enthalten, die sich am Akraberg ansiedelten, wo starke Strömung herrscht, und wo sie die Äcker übernehmen konnten, welche die irischen Mönche seinerzeit bearbeitet hatten. 
Die Friesen, die auf Akraberg wohnten, waren  die einzigen Heiden des Landes, bis der Schwarze Tod im Jahre 1350 zwölf ihrer dreizehn Häuser verfallen ließ. Die einzigen Überlebenden, ein Bauer und seine zwei Söhne, zogen nach Sumba, wo sie sich mit dreien der überlebenden Frauen verheirateten. Östlich des Leuchtturms kann man an den steilen Abhängen noch immer Spuren der hochgelegenen Äcker sehen, welche die irischen Mönche kultiviert haben. Die meisten der Feldflächen hat das Meer im Laufe der Zeit fortgerissen. Mit etwas Vorsicht kann man auf den steilen Schafspfaden in nördlicher Richtung gehen.
Eine andere Sage erzählt, dass die Friesen Seeräuber gewesen seien.

## Rundfunksender

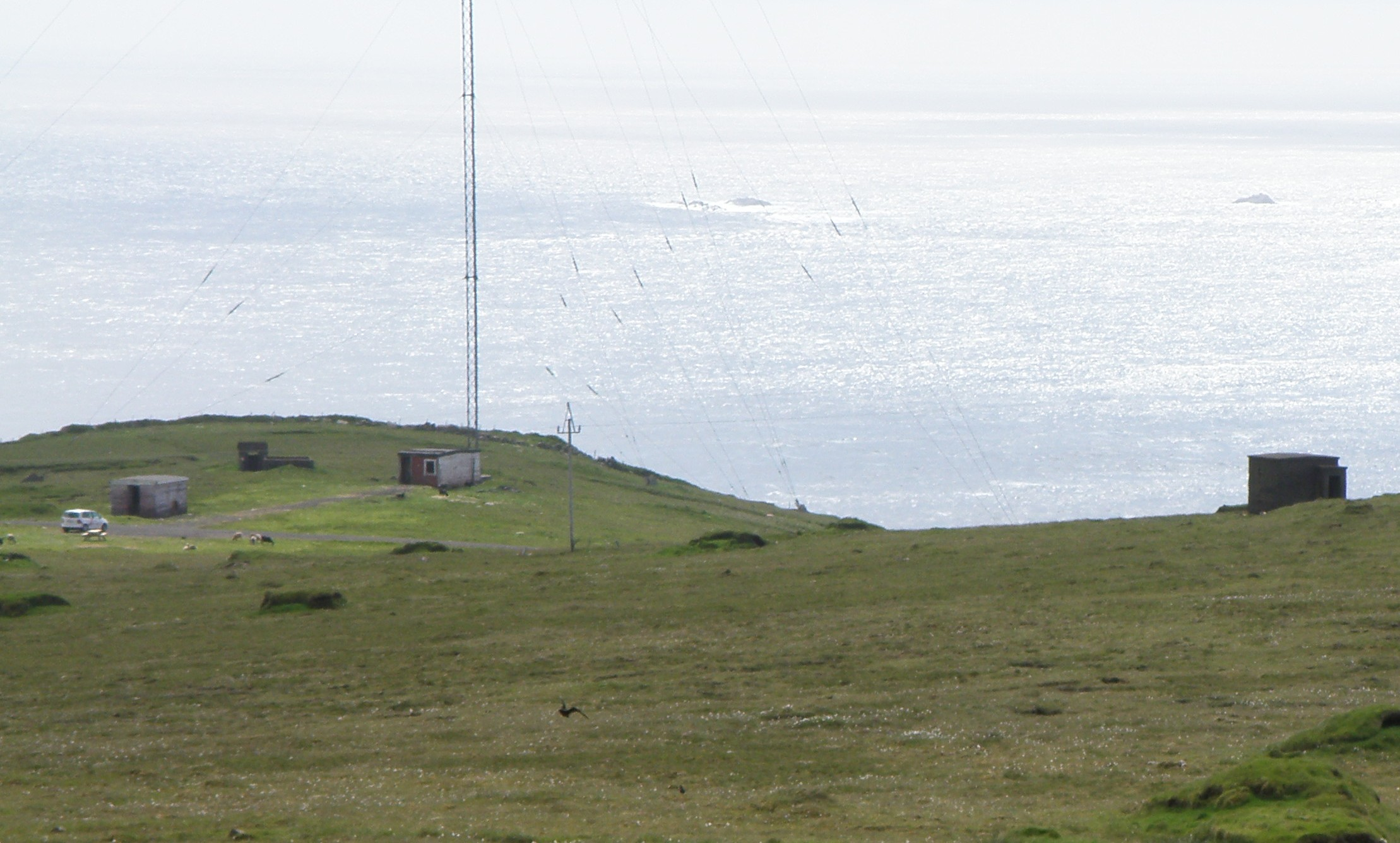
Mittelwellensender

Akraberg ist seit 1990 auch Standort eines Mittelwellensenders des färöischen Radios Útvarp Føroya, der auf der Frequenz 531 kHz mit 100 kW (meist jedoch nur 25 kW) Sendeleistung sendet und in den Nachtstunden zumindest in Norddeutschland empfangbar sein sollte. Als Sendeantenne wird ein 147 Meter hoher gegen Erde isolierter Stahlfachwerkmast mit dreieckigem Querschnitt verwendet. 
Im Jahr 2008 wurde ein neuer Halbleitersender installiert, der den alten Röhrensender ersetzte. Seitdem beträgt die maximale Sendeleistung statt 200 Kilowatt nur noch 100 Kilowatt. Allerdings wird aus Kostengründen meist mit einer Leistung von 25 kW gesendet.